# Phare de Rondout Creek
Le phare de Rondout Creek (en anglais : Rondout Light) est un phare actif situé sur le fleuve Hudson, à Kingston, dans le Comté d'Ulster (État de New York).
Il est inscrit au Registre national des lieux historiques depuis le 29 mai 1979 .

## Histoire
Le premier phare de 1837, à l’entrée du ruisseau Rondout, était une construction en bois. Il a été remplacé en 1867 par un deuxième phare en pierre plus solide. Celui-ci a été abandonné après 1915 et détruit dans les années 1950. Seule sa fondation en pierre circulaire reste aujourd'hui.
Le phare actuel a été construit en 1915, en remplacement du phare de 1867. En 1954, la lumière a été automatisée et le bâtiment fermé. Restauré de 1984 à 1988, le phare est devenu un musée. Il est situé en bout d'un brise-lames et ouvert au public leweek-end de fin mai à octobre.

### Préservation
La Loi sur la préservation des phares historiques nationaux prévoit que l'United States Coast Guard peut déclarer certains phares excédentaires et en transférer la propriété à des entités gouvernementales historiques, à but non lucratif ou locales, à la suite d'un processus de demande et d'examen. Neuf phares ont été identifiés à l’automne 2001 dans le cadre d’un programme pilote de transfert de ces phares. Le phare de Rondout était l'un d'eux. Il a été transféré de la Garde côtière à la ville de Kingston en 2002. Il est actuellement géré par l'Hudson River Maritime Museum à Kingston.

## Description
Le phare  est une tour quadrangulaire en brique avec galerie et lanterne de 15 m de haut, attachée une maison de gardien en pierre grise de deux étages. La tour est non peinte et la lanterne est noire.
Son feu à occultations émet, à une hauteur focale de 16 m, un éclat blanc de 0.6 seconde par période de 6 secondes. Sa portée est de 9 milles nautiques (environ 17 km).

## Caractéristiques dufeu maritime
Fréquence : 6 secondes (W)
- Lumière : 0.6 seconde
- Obscurité : 5.4 secondes

Identifiant : ARLHS : USA-702 ; USCG : 1-38190 - Admiralty : J1139.8 .

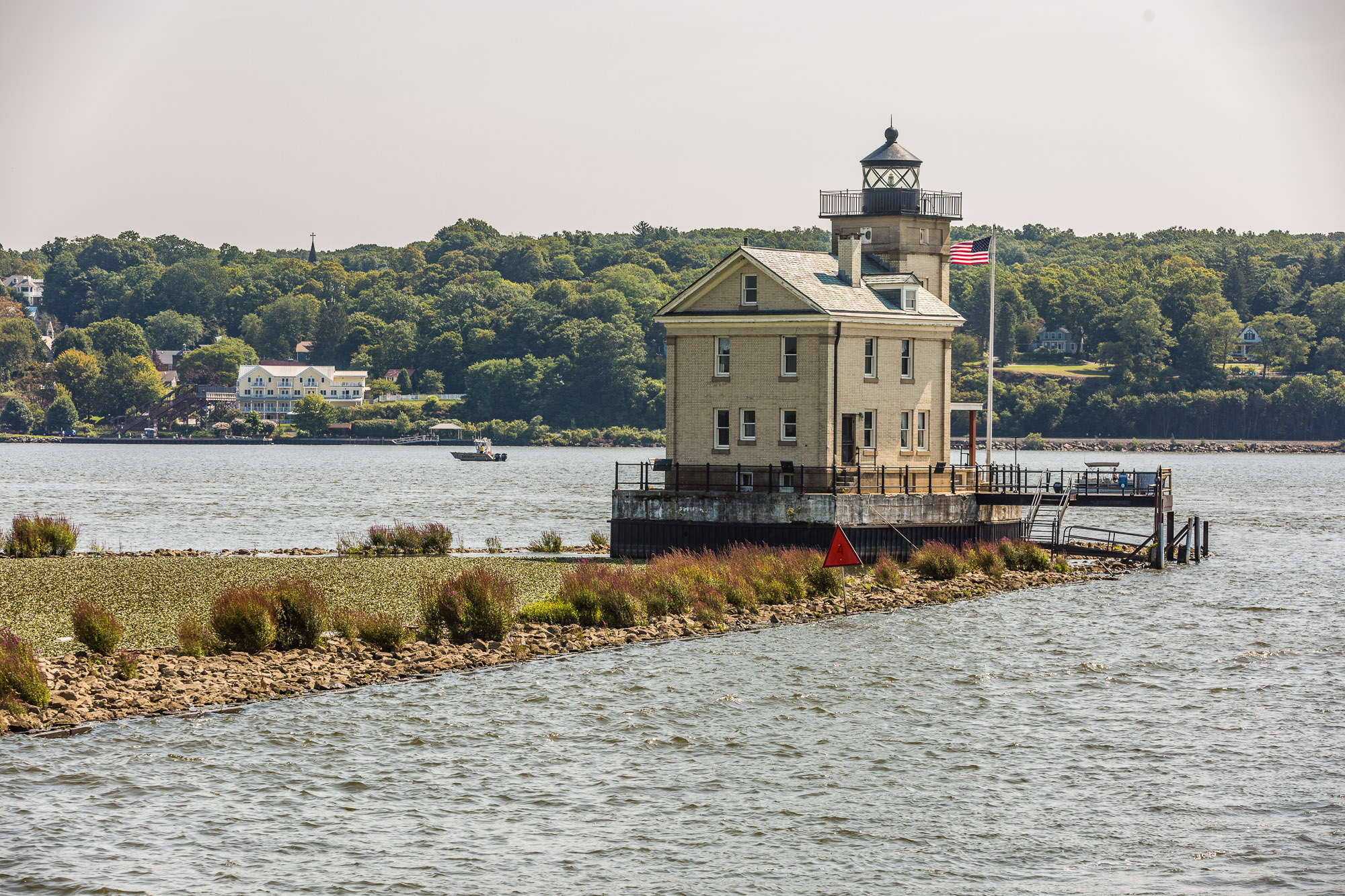
Le phare
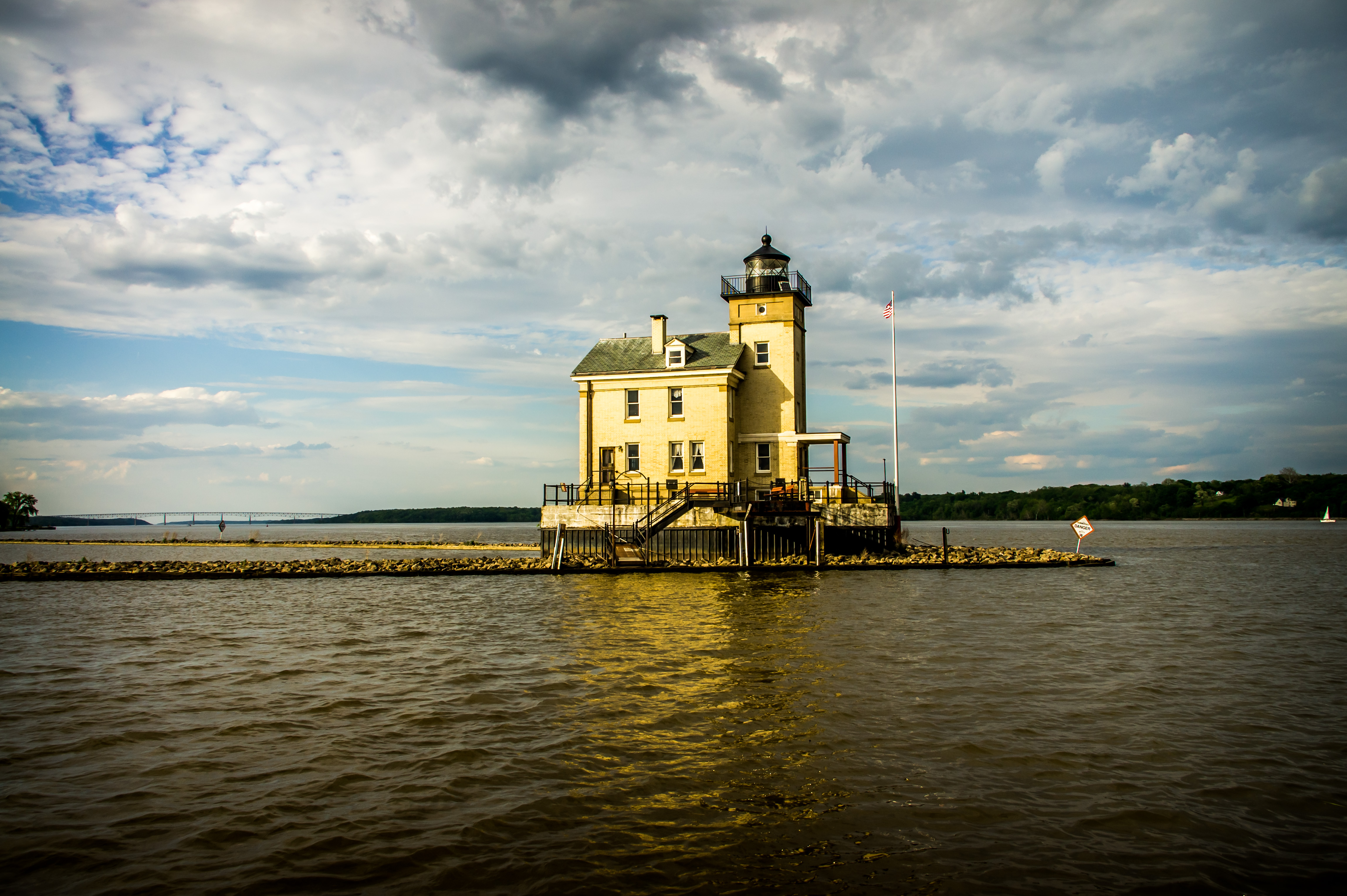
Phare

### Lien connexe
- Liste des phares de l'État de New York